# Polipasto

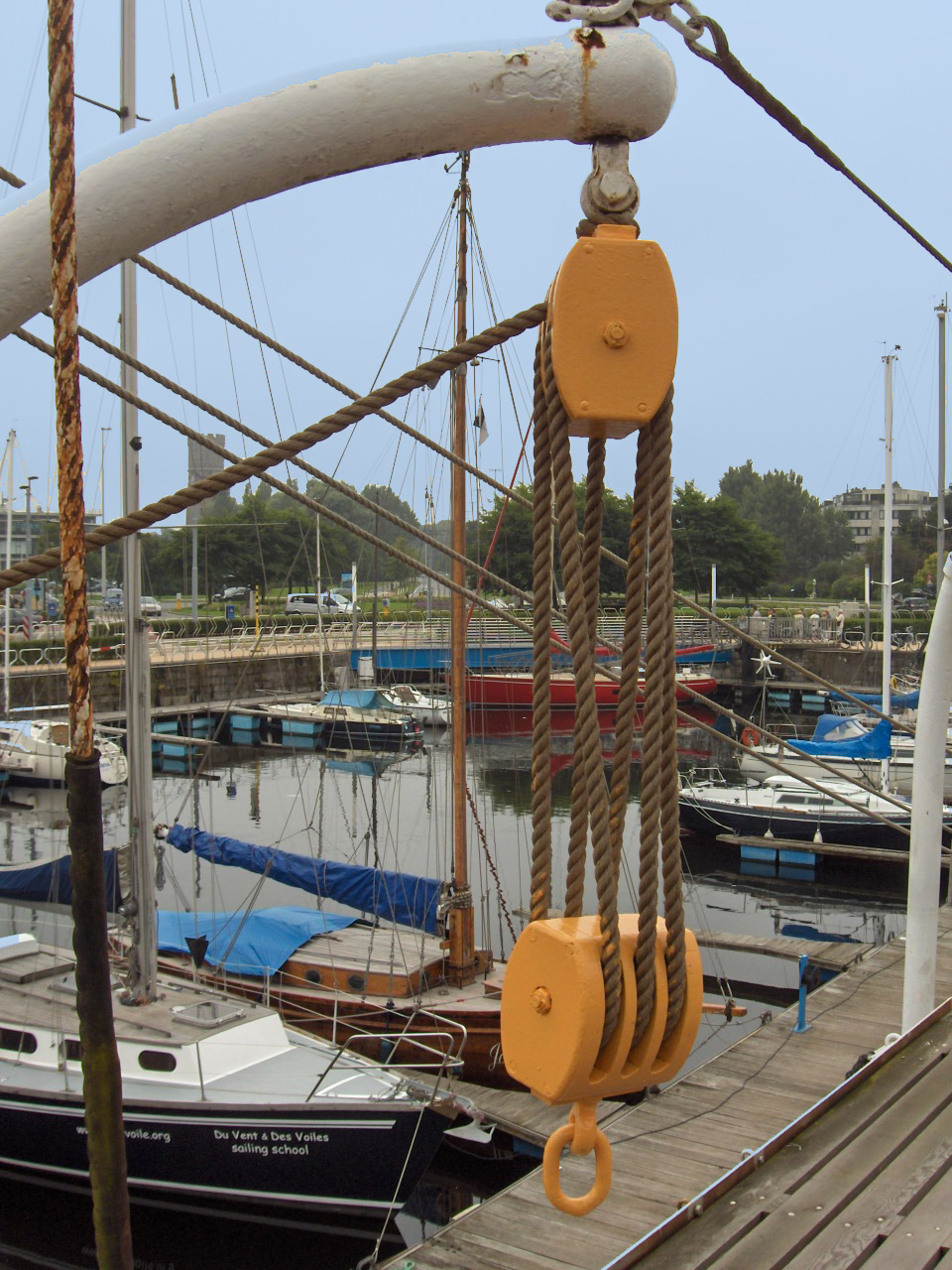
Aparejo utilizado para izar y bajar botes

Un polipasto (del griego πολύς polýs ‘mucho’ y σπάω spáo ‘tirar’) o polispasto o aparejo es una máquina compuesta por dos o más poleas y una cuerda, cable o cadena que alternativamente va pasando por las diversas gargantas de cada polea. El aparejo se utiliza para levantar o para mover una carga por medio de la ventaja mecánica, ya que así se necesita aplicar una fuerza menor que el peso de la carga que hay que mover o levantar.

## Utilidad
Se utilizan en talleres o industrias para elevar y colocar elementos y materiales muy pesados en las diferentes máquinas-herramientas o cargarlas y descargarlas de los camiónes que las transportan. Suelen estar sujetos a un brazo giratorio acoplado a una máquina, o pueden ser móviles guiados por rieles colocados en los techos de las naves industriales.[cita requerida]
Los polipastos tienen distintas capacidades de elevación dependiendo de la carga que pueden llegar a levantar. Es posible aumentar la capacidad de elevación aumentando el número de ramales de un polipasto. Por ejemplo, un polipasto de 500 kg con un ramal puede tener una capacidad de sólo 500 kg, pero si se configura con dos ramales y se utilizan los accesorios adecuados el mismo polipasto puede levantar 1000 kg. Para poder alcanzar capacidades muy altas de elevación a veces es necesario el uso de un conjunto de varios polipastos con varios ramales junto a una pasteca especial.[cita requerida]

## Tipos
Según su número de ramales:

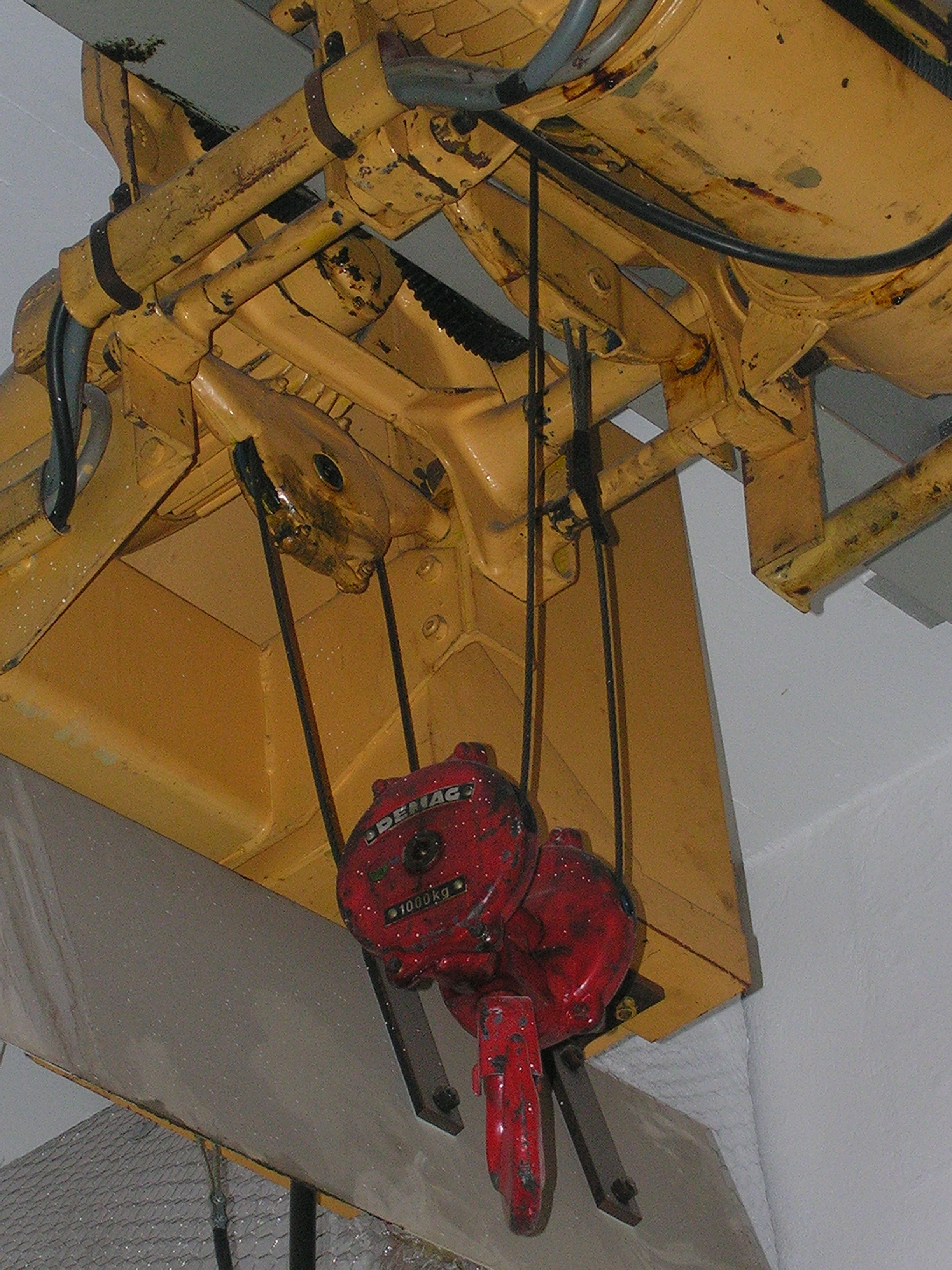
Polipasto eléctrico de cable, con cuatro ramales.

- Cuando una de las poleas no tiene más que una garganta o es un motón, el polipasto se llama «aparejo sencillo».

- En los demás casos es «aparejo doble». Según el número de vueltas que da la cuerda en las poleas se llaman de cuatro, de seis, etcétera cordones o «guarnes», tomando también, con relación al objeto y a la forma en que se aplica, un sobrenombre o denominación particular como las de «aparejo de gancho», «aparejo de rabiza», «aparejo de burel y estrobo», etcétera.

Según la forma en que multiplican la fuerza, los aparejos más comunes son:
- Aparejo factorial, la fuerza desarrollada es proporcional a la cantidad de poleas móviles.
- Aparejo potencial, corresponde a 2 elevado al número de poleas.
- Aparejo diferencial, depende de la diferencia de radios entre las dos poleas que lo forman.

Según el material de los ramales, los polipastos pueden ser
- de cuerda,
- de cable o
- de cadena.

Y según lo que aplique la potencia a la máquina pueden ser:
- manuales,
- de palanca o
- eléctricos.

A nivel industrial, los aparejos se dividen en Aparejos eléctricos y Aparejos manuales. La diferencia es la movilidad de la cadena, mientras el aparejo eléctrico tiene un comando (con corriente monofásica o trifásica según el modelo) que lo guía verticalmente -elevando o bajando carga-, el aparejo manual no tiene comando, y la persona encargada debe subir y bajar la carga utilizando la cadena.

## Formulación matemática

### Aparejo factorial

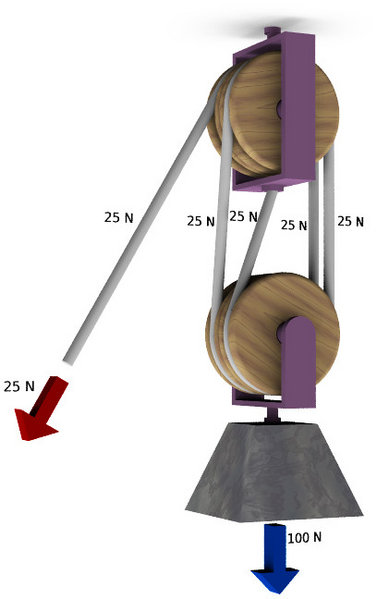
Esquema funcional de un polipasto factorial de una polea móvil

En su fórmula interviene la «fuerza» que debe aplicar el objeto o persona para levantar la «resistencia» y el número de poleas móviles que intervienen en el levantamiento de la resistencia:
Su fórmula es: {\displaystyle F={\frac {\mbox{Resistencia}}{2\cdot {\mbox{Número de poleas móviles}}}}\cdot {\text{Gravedad}}}
Ejemplo: {\displaystyle 245\ \mathrm {N} ={\frac {100\ \mathrm {kg} }{2\cdot 2}}\cdot 9,8{\text{ m/s}}^{2}}
Para levantar un peso de  980  N se ha realizado una fuerza de  245 N.